# Wieża rycerska w Witkowie
Wieża rycerska w Witkowie – zabytkowa wieża w Witkowie (gmina Szprotawa, województwo lubuskie).
Rycerska siedziba mieszkalno-obronna (centralny element założenia zamkowego) jest prawdopodobnie najlepiej zachowaną w województwie średniowieczną rezydencją rycerską.

## Historia
Obiekt powstał najprawdopodobniej w 2. połowie XIV wieku. Wybudowali ją prawdopodobnie członkowie rodu von Nechern. W 1. poł. XV wieku zbudowano obwód obronny. Po 1419 roku stała się siedzibą łużyckiego rodu Warnsdorf, który posiadał ją wraz z dobrami do 1548 roku, a następnie majątek anektował książę Maurycy Saski jako "martwe lenno". Renesansowe przekształcenia założenia przeprowadzono najpewniej ok. połowy XVI w. Być może wiąże się ono z zakupem Witkowa w 1552 r. przez Fabiana von Schonäich. W XVI wieku zbudowano cztery dwukondygnacyjne basteje. W 1664 roku zamek opisano jako opuszczony. Od 1687 r. właścicielem dóbr był Georg Christoph von Proskau, jednak w 1730 roku z powodu długów musiał sprzedać wieżę wraz z majątkiem miastu Szprotawa. Od XIX wieku w wieży mieszkali pracownicy folwarku, a od 1945 roku była opuszczona. W 1973 r. Stacja Hodowli Roślin w Pasterzowicach chciała wykorzystać obiekt w celach rekreacyjnych dla pracowników, jednak planów nie zrealizowano. W latach 70. XX wieku zawalił się dach na wieży. W 1982 roku przeprowadzono konserwację fresków na 1. piętrze. W 1984 r. w obiekcie zamieszkał ówczesny społeczny opiekun zabytków, po którego wyprowadzce na początku XXI w. obiekt niszczał. Od 2018 roku obiekt przeszedł w ręce prywatne, dzięki czemu oczyszczono otoczenie oraz przeprowadzono badania archeologiczne i architektoniczne oraz wymieniono więźbę dachową.

## Architektura
Wieżę zbudowano na planie zbliżonym do kwadratu, a także otoczono kamiennym murem obronnym oraz fosą zasilaną przez potok Młynkówka. Wewnątrz murów znajdowały się dawniej również zabudowania gospodarcze. Do dzisiaj zachowane są: najpewniej również średniowieczna oficyna, resztki murów, część wałów i relikty baszt półkolistych (bastei) z XVI wieku. Sama wieża jest murowana, wzniesiona z kamienia polnego oraz cegły, z dachem czterospadowym z gontowym pokryciem (kilkakrotnie przebudowywana). Do wieży, od południa, prowadził zwodzony most nad fosą poprzez budynek bramny. Od strony bramy znajdują się na pierwszym piętrze wieży ceramiczne dzbany wzmacniające najpewniej słyszalność tego, co działo się od strony wjazdu. Wnętrza są zdobione resztkami barwnej polichromii gotyckiej – postacie ludzi, ptaków oraz scena Ukrzyżowania.

## Galeria

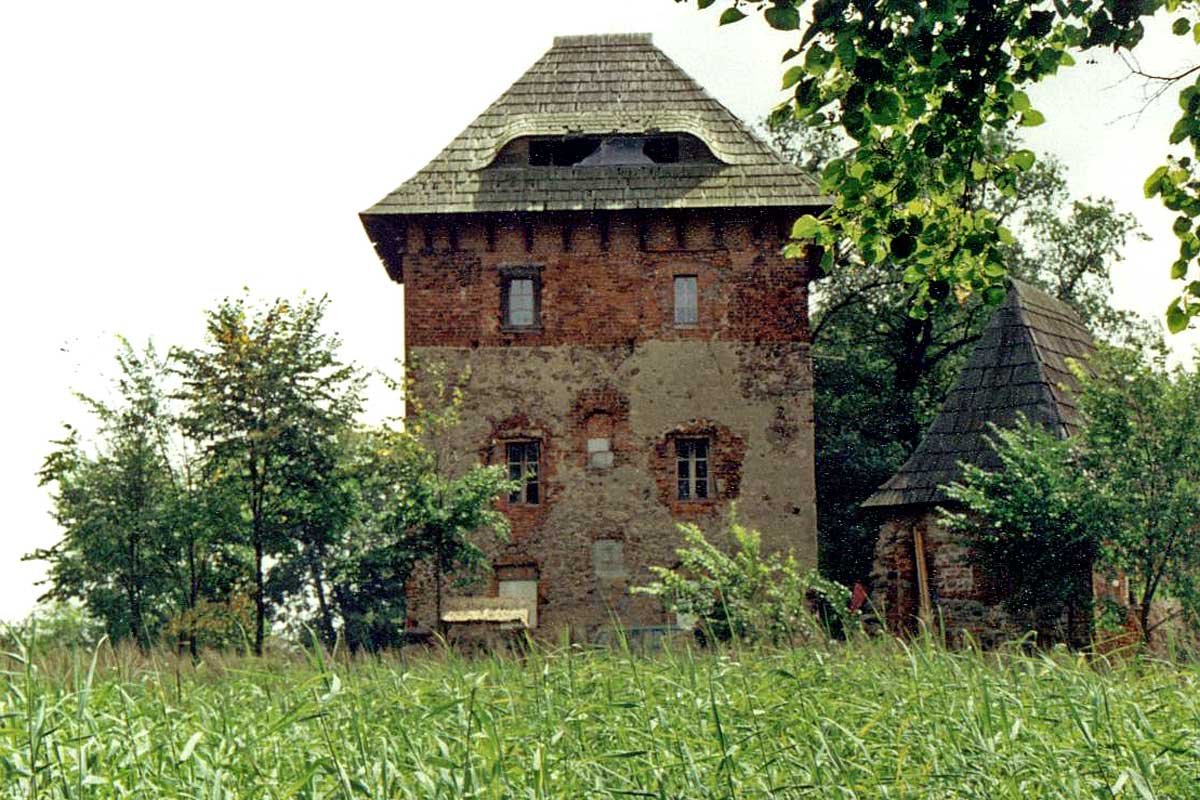
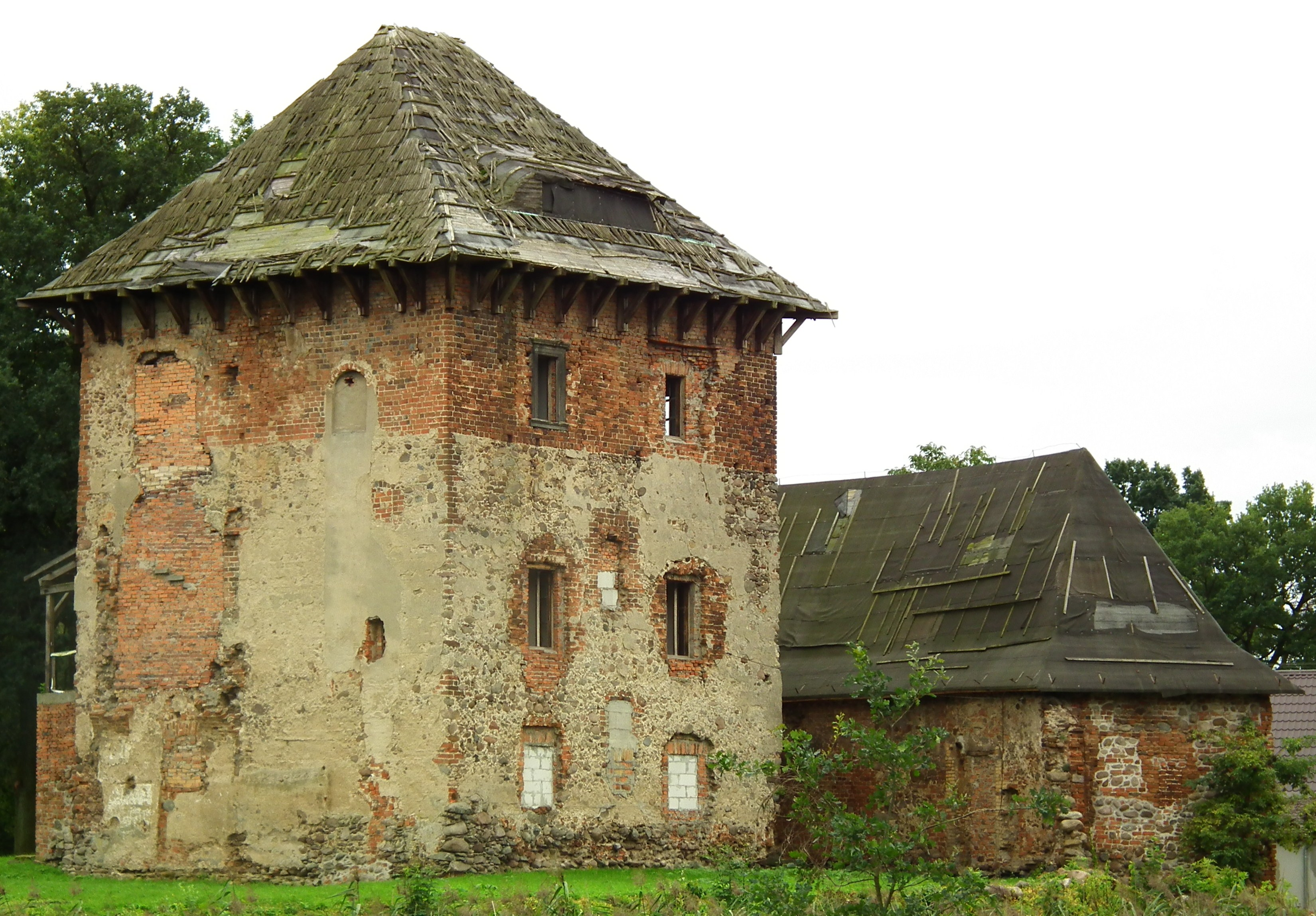
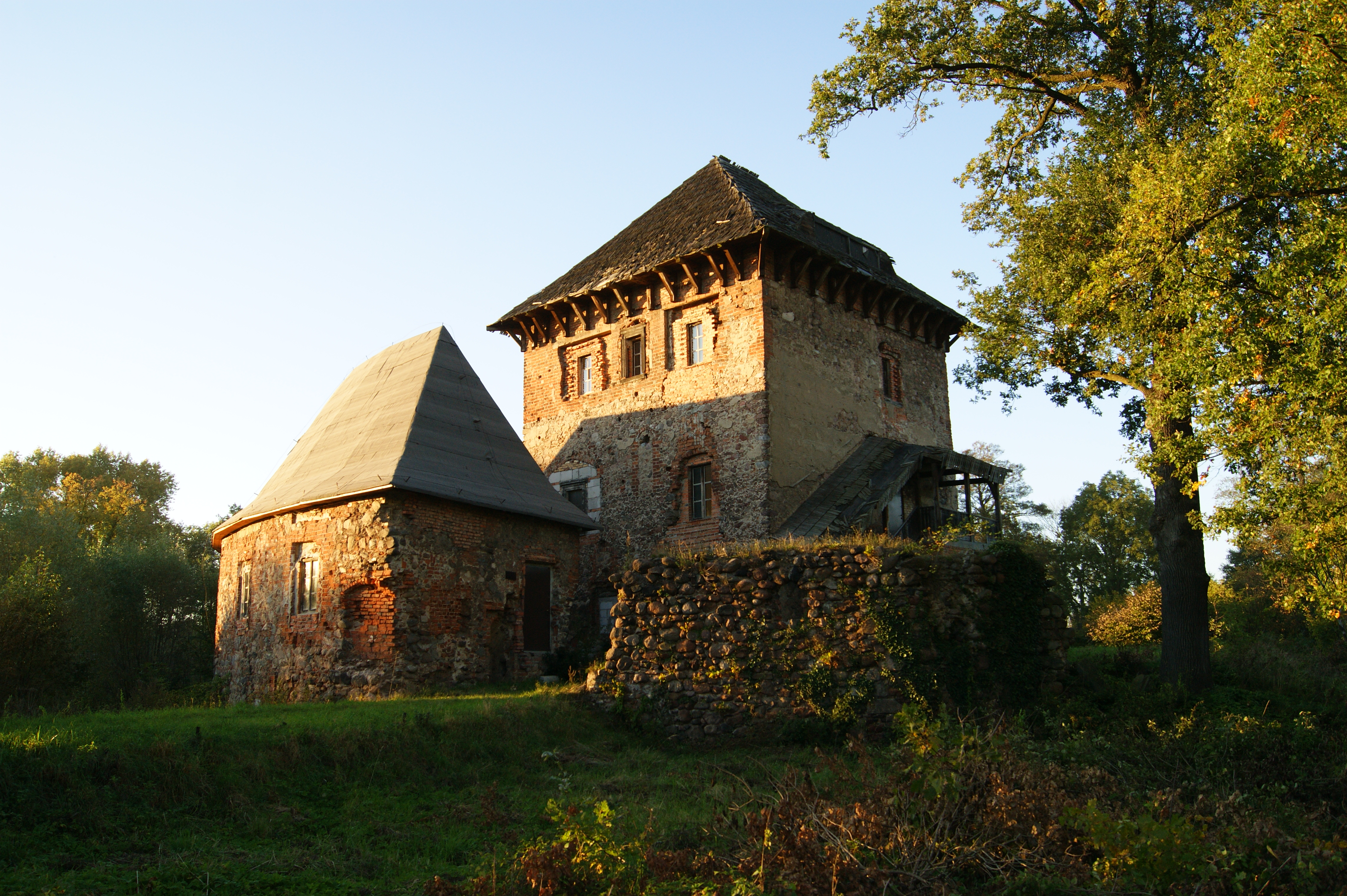